# Mescalina
La mescalina es un alcaloide del grupo de las feniletilaminas con propiedades alucinógenas. Su nombre sistemático es 2-(3,4,5-trimetoxifenil) etanamina, pero también es conocida como 3,4,5-trimetoxi-β-feniletilamina. Es el principal alcaloide de los cactus peyote (Lophophora williamsii) y los cactus de San Pedro (Echinopsis pachanoi, Echinopsis peruviana). Culturalmente su importancia se limita a los efectos enteógenos que genera en las personas, sin embargo tiene posibles aplicaciones médicas de mucha relevancia en campos como la psicología y la psiquiatría, así como en la investigación molecular de los mecanismos etiológicos de la esquizofrenia.

## Historia
Desde 1846, la farmacopea oficial mexicana recomendaba el uso del extracto de peyote en "microdosis" como tónico para el corazón.
En 1897 Arthur Heffter, farmacólogo alemán, aisló por primera vez el principio activo del cactus peyote, la mescalina. Fue la primera vez que se aislaba un alcaloide enteogénico de una especie botánica natural. Al año siguiente, en 1898, publicó su trabajo en la revista académica Naunyn-Schmiedeberg's Archives of Pharmacology. Al principio activo se le llamó 'mescalina' porque el alcaloide se extrajo de los botones secos conocidos como 'botones del mescal'.
En 1919, a partir de la descripción de la estructura molecular de la mescalina realizada por Heffter, Ernst Späth, químico austríaco, sintetizó la molécula por primera vez en Laboratorio de Química de la Universidad de Viena en Austria. Fue la primera vez que se sintetizaba un alcaloide alucinógeno en laboratorio.
En 1955 el político inglés Christopher Mayhew participó en un experimento para el programa Panorama de la BBC, en el que ingerió 400 mg de mescalina bajo la supervisión del psiquiatra Humphry Osmond. A este evento se le conoce como El Experimento de la Mescalina de 1955. Aunque la grabación se consideró demasiado polémica y en última instancia se omitió de la serie, Mayhew elogió la experiencia, llamándola «lo más interesante que he hecho en mi vida».

## Estructura química

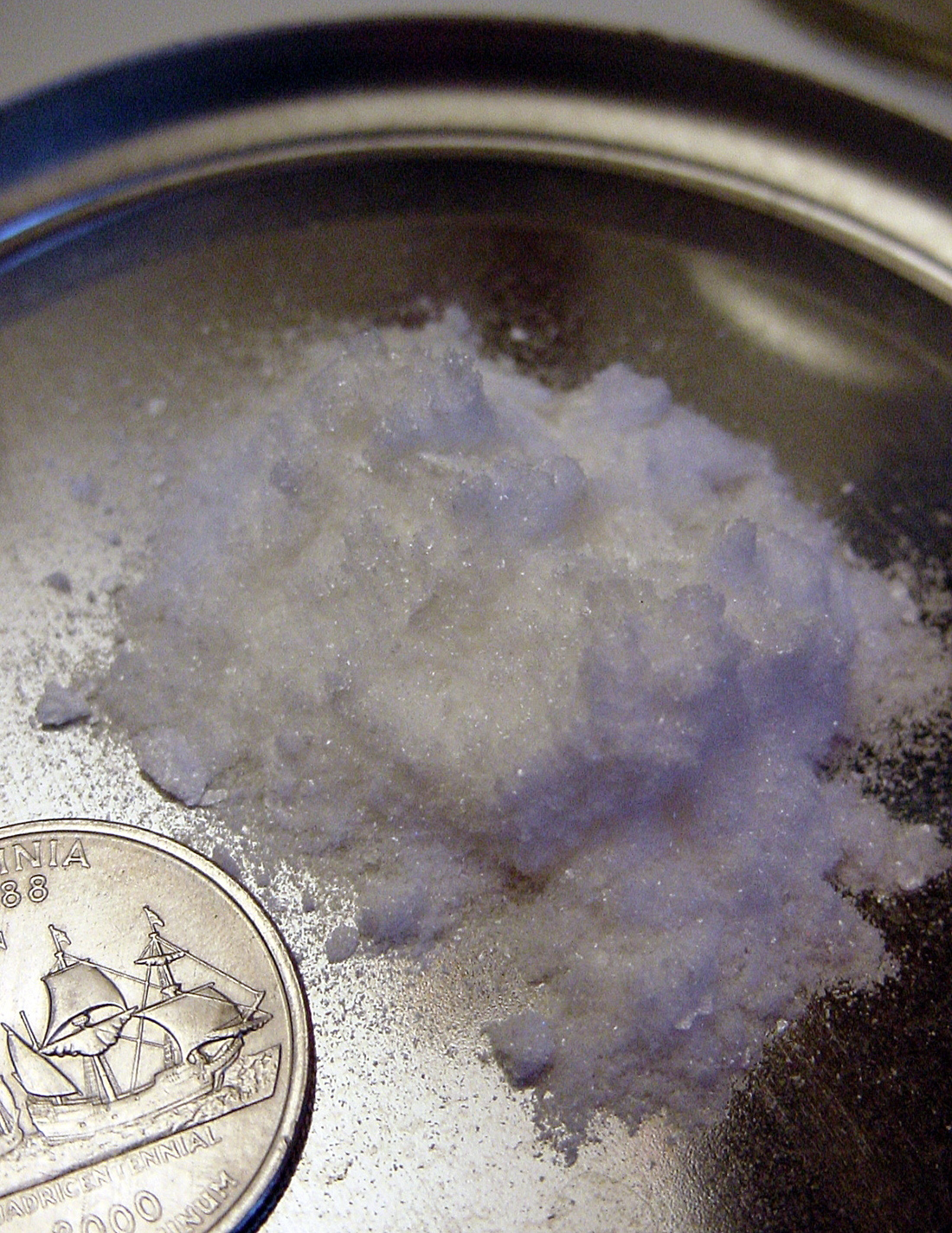
963 mg de mescalina sintética.

La mescalina estructuralmente consiste en tres grupos metóxido unidos a un anillo bencénico en las posiciones 3,4, y 5, además de una cadena lateral alifática con un grupo amino.

### Clasificación química
Los alucinógenos pueden ser divididos, estructuralmente, en dos clases: triptaminas y feniletilaminas (también llamadas fenetilaminas). La mescalina es el representante más significativo de las feniletilaminas. Dentro del grupo de las triptaminas se encuentra la psilocibina y la dimetiltriptamina.

## Biosíntesis
En 1950 Reti propuso que la mescalina podría ser biosintetizada mediante la conversión de tirosina a dihidroxifenilalanina (dopa) seguida por la descarboxilación de dihidroxifenetilamina (dopamina), hidroxilación a normescalina y, finalmente, O-metilaciones para obtener mescalina.

## Efectos bioquímicos
La mescalina inhibe la oxidación del lactato de sodio, piruvato y glutamato en el cerebro del sujeto; sin embargo no tiene efecto sobre la oxidación del succinato de sodio. Sobre la base de esto el succinato de sodio se ha usado como antídoto en la intoxicación por mescalina en humanos.

## Usos
La mescalina ha sido usada, al menos, desde hace 5700 años por nativos del continente americano. Esto la convierte, posiblemente, en el alcaloide más antiguo usado por el ser humano.
Investigaciones arqueológicas en los Andes han hallado restos arqueobotánicos del cactus de San Pedro que se remontan hasta por lo menos el 6,400 a. C en la Cueva del Guitarrero en Áncash. En el Complejo Arqueológico Huaca El Paraíso en Lima el 2016 se encontró un cactus de 4,000 años posiblemente de la especie Echinopsis pachanoi de unos 30 centímetros de longitud en un aparente buen estado de conservación.
En el centro ceremonial Chavín de Huántar una estela de piedra con el cactus en su iconografía fue hallada por el arqueólogo peruano Luis Lumbreras en las excavaciones a inicios de la década de 1970 en la denominada Plaza Circular. Se asume que el San Pedro fue usado aquí en la liturgia que reunía a la casta sacerdotal y creyentes locales y foráneos. 
El cactus de San Pedro se utiliza hasta el presente como parte del curanderismo norteño, especialmente en los rituales de la mesa norteña de la costa y sierra norte de Perú, y el sur de Ecuador. Desde el 14 de noviembre de 2022, esta tradición de uso es Patrimonio Cultural de la Nación en Perú.
Una actividad central en la religión tradicional de los wixaritari es la recolección y consumo ritual del peyote en el lugar que ellos llaman wirikuta, que se ubica en la región de Real de Catorce, en el estado de San Luis Potosí.

## Otros cactus

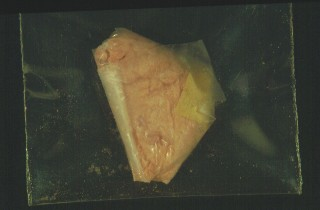
Mescalina en forma de polvo.

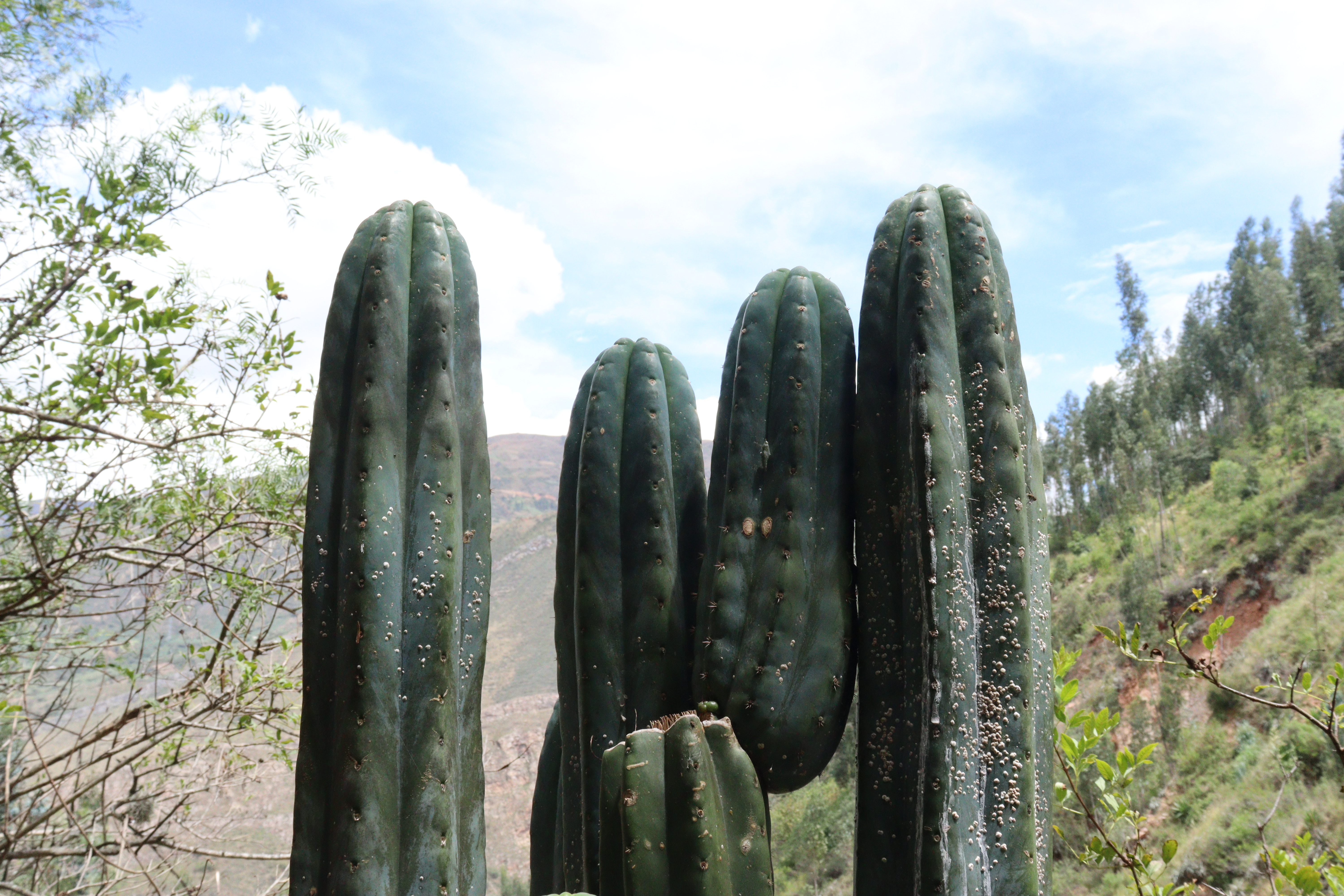
Trichocereus pachanoi

Aunque el cactus más estudiado que contiene mescalina es Lophophora williamsii, existen otros que también contienen el alcaloide, como los de género Trichocereus: T. bridgesii, T. macrogonus, T. scopulicola, T. terscheckii, T. werdermannianus, T. acaquirensis y T. pachanoi. Este último es el más importante etnográficamente.
La molécula de mescalina es una feniletilamina, relacionada estructuralmente con la molécula del neurotransmisor dopamina que es otra feniletilamina, y no con la serotonina que es un indol (a nivel de estructura química no tienen que ver). La síntesis química de esta molécula es posible, pero es relativamente costosa.